# No Tears
No Tears foi uma série de televisão irlandesa produzida e exibida pela Raidió Teilifís Éireann em coprodução com Little Bird de 14 de janeiro a 4 de fevereiro de 2002 em quatro episódios. Criada por Lesley McKimm e Jackie Larkin, com roteiro de Brian Phelan; contando com direção de Stephen Burke, é baseada no escândalo do banco de sangue irlandês da década de 1990, onde foi descoberto que as mulheres tratadas com o produto de sangue Anti D, nos anos setenta havia sido contaminada pela hepatite C. A série foi exibida no Brasil pela TV Cultura.

## Sinopse
Acompanha a luta de três mulheres Kitty Fogarty, Grainne McFadden e Monica O'Callaghan e a busca de vingança ao descobrirem que foram infectadas pela hepatite C através de um produto injetável "Anti D", ao decorrer da trama, se juntam a um grupo de mulheres infectadas, para trazer os responsáveis à justiça.

## Elenco
- Brenda Fricker como Grainne McFadden
- Maria Doyle Kennedy como Kitty Fogarty
- Tina Kellegher como Monica O'Callaghan
- Barry Barnes como Sean Fogarty
- Lynn Styles como Paula Fogarthy
- Emmet Bergin como John Bannen
- Ian McElhinney como Padraig McFadden
- Ruth McCabe como Nuala
- Ali White como Dra. Rose
- Barbara Brennan como Dolly
- David Herlihy como Barry
- Jasmine Russell como Patricia
- Sarah Fleming como Mary Fogarty
- Ann Marie Horan como Peggy
- Helen Norton como Joan

## Dublagem
No Brasil, No Tears foi dublada nos estúdios Double Sound, no Rio de Janeiro.
| Grainne McFadden | Nelly Amaral |
| Paula Fogarthy   | Lina Mendes  |